# Судейкис, Джейсон
Дэ́ниел Дже́йсон Судейкис (англ. Daniel Jason Sudeikis; род. 18 сентября 1975, Фэрфакс, Виргиния, США) — американский актёр, комик, сценарист и продюсер. В 1990-х годах он начал свою карьеру в импровизационной комедии и выступал с ComedySportz, iO Chicago (Improv Olympic) и The Second City. В 2003 году Судейкис был нанят в качестве сценариста для скетч-комедийного шоу NBC «Saturday Night Live», а позже провёл девять сезонов в качестве актёра с 2005 по 2013 год, сыграв, среди прочих, Джо Байдена и Митта Ромни.
В 2020 году он стал соавтором и начал сниматься в главной роли в спортивном комедийном сериале Apple TV+ «Тед Лассо», который принёс ему четыре номинации на премию «Эмми Прайм-Тайм», включая победы в номинации «Выдающийся комедийный сериал» и «Выдающийся исполнитель главной роли в комедийном сериале», две победы на премию «Золотой глобус» за лучшую мужскую роль в телевизионном комедийном сериале в 2021 и 2022 годах и на премию Гильдии киноактёров за выдающуюся мужскую роль в комедийном сериале. Судейкис также снимался в повторяющихся ролях в комедийных сериалах «Студия 30» (2007—2010), «В Филадельфии всегда солнечно» (2010—2011), «Портландия» (2011—2014) и «Последний человек на Земле» (2015—2018).
У него были главные роли в кино в комедиях «Несносные боссы» (2011) и её продолжении 2014 года «Несносные боссы 2» (2014) и «Мы – Миллеры» (2013), а также в известных независимых фильмах: «Собутыльники» (2013), «Любовь без обязательств» (2015) и «Моя девушка – монстр» (2016); и роли второго плана в фильмах Александра Пэйна «Короче» (2017) и Оливии Уайлд «Образование» (2019). Он также озвучивал «Эпик» (2013), «Angry Birds в кино» (2016), его продолжение в 2019 году.

## Биография
Дэниел Джейсон Судейкис родился 18 сентября 1975 года в Фэрфаксе, штат Виргиния, в семье Кэтрин Судейкис (урождённой Вендт), турагента Brennco и президента Американского общества турагентов, и Дэниела Джозефа Судейкиса, вице-президента по развитию бизнеса, оба родом из Иллинойса. У него есть две младшие сестры, Кристин и Линдси. Его отец имеет ирландское и литовское происхождение, в то время как его мать имеет немецкое и ирландское происхождение. Его дядя по материнской линии — актёр Джордж Вендт, известный по роли Норма Питерсона в сериале «Чирс», а его прадедом по материнской линии был фотограф Том Хофард.
Джейсон родился с аносмией, в результате чего у него не было обоняния.
Джейсон переехал со своей семьёй в Оверленд-Парк в округе Джонсон, штат Канзас, который он назвал своим родным городом. Он окончил среднюю школу Shawnee Mission West High School и поступил в общественный Колледж Форт-Скотт на баскетбольную стипендию, но ушёл, не закончив обучение.

### Начало карьеры
В 1990-х годах Джейсон начал свою карьеру в комедийной импровизации. Он начал выступать в ComedySportz (ныне называется Comedy City) в Канзас-Сити, штат Миссури. Он переехал в Чикаго, штат Иллинойс, где учился в театре и IO Theater (ранее известном как ImprovOlympic) и был одним из основателей команды Дж. Т. С. Брауна. Он выступал с Boom Chicago в Амстердаме, Нидерланды.
Позже Джейсон был приглашён в гастрольную труппу The Second City. В начале 2000-х он стал одним из основателей The Second City Las Vegas, где выступал во Flamingo.
В 2003 году, будучи постоянным исполнителем в The Second City Las Vegas, Джейсон был нанят в качестве автора скетчей для Sarurday Night Live (SNL) и время от времени появлялся в качестве зрителей или статистов. В мае 2005 года он стал главным игроком шоу и был повышен до репертуарного статуса в начале 32-го сезона шоу 30 сентября 2006 года. В июле 2013 года Джейсон объявил, что покидает SNL. В 2015, 2016 и 2019 годах он время от времени появлялся в шоу. 23 октября 2021 года Джейсон дебютировал в качестве ведущего с музыкальной гостьей Брэнди Карлайл.
Повторяющиеся персонажи
- Джордж У. Буш, 43-й президент Соединённых Штатов.
- Джо Байден, 47-й вице-президент Соединённых Штатов и 46-й президент Соединённых Штатов.
- Митт Ромни, 70-й губернатор Массачусетса и кандидат от Республиканской партии на пост президента Соединённых Штатов в 2012 году.
- Мужская дырочка из двух дырочек с актрисой Кристен Уиг.
- Билли Оушен, пародия на певца 1980-х Билли Оушена и его хит «Get Outta My Dreams, Get Into My Car».
- Одна половина «противоположной группы» Bon Jovi Джона Бови, появляющаяся в Weekend Update (с Уиллом Форте).
- Гил, ведущий новостей, который относится к неудачам своей полевой корреспондентки Мишель Дисон (Кристен Уиг) как к развлечению.
- Один из парней из зарисовок «Song Memories», который первым рассказывает странные истории о том, где он был, когда впервые услышал песню
- Эд Махони, дерзкий человек, который часто выставляет себя дураком на публике.
- Офицер Сикорски, полицейский, который приводит осуждённого Лоренцо Макинтоша (Кенан Томпсон) в попытке «хорошенько напугать» трёх подростков-правонарушителей (Билла Хейдера, Бобби Мойнахана, Энди Сэмберга, а иногда и приглашённого ведущего недели), которых он часто арестовывает.
- Вэнс в «What Up with That?», чрезмерно усердная танцовщица второго плана, часто одетая в спортивный костюм Adidas с мужчиной 1980-х годов.
- DJ Supersoak, пародия на DJ Clay.
- Пит Твинкл, классический ведущий программы ESPN «малоизвестные женские виды спорта» с туповатым Грегом Стинком (Уилл Форте) в качестве соведущего.
- Джефф, недовольный техник кино и театра, который затевает неспровоцированные споры со звездой пьесы.
- Дьявол, который часто приходит по выходным, чтобы указать на религиозное и моральное лицемерие на Земле.
- Джек Риццоли, ведущий WXPD News, который всегда советует опытному репортёру Хербу Уэлчу (Билл Хейдер) делать свою работу.
- Томми, ведущий стрип-клуба для клоунской комнаты Бонго.
- Сенсей Марк Хоффман, консультант факультета и преподаватель японского языка Джонатана Кавано-сана и Ребекки Стерн-Марковиц-сан (Таран Киллэм и Ванесса Байер соответственно), ведущих программы «J-Pop America Fun Time Now».
- Маршалл Т. Будро, ведущий реалити-шоу «Правосудие Мэна» в зале суда.

### Кино, телевидение и другая работа

#### Ранняя работа
У Джейсона была повторяющаяся роль в сериале «Студия 30» (2007—2010), появившись в общей сложности в 12 эпизодах. Он сыграл Флойда Дебарбера, любовного увлечения героини Тины Фей Лиз Лемон. Последний раз Джейсон появлялся в четырёх эпизодах ближе к концу четвёртого сезона шоу в 2010 году.
Он начал свою карьеру в кино с ролей второго плана в фильмах «Насмотревшись детективов» (2007), «Десять заповедей» (2007), «Привет, Билл!» (2007), «Однажды в Вегасе» (2008) и «Голый барабанщик» (2008). Он озвучивал видеоигру Grand Theft Auto IV (2008), сыграв роль праворадиоведущего Ричарда Бастиона.
В июле 2008 года Джейсон снялся вместе с Биллом Хейдером и Джо Ло Трульо в веб-сериале «The Line».
У него были роли второго плана в фильмах «Охотники за головами» (2010) и «На расстоянии любви» (2010). 16 августа 2010 года Джейсон совместно с коллегами по «На расстоянии любви» Чарли Дэем и Джастином Лонгом провёл WWE Raw в Staples Center в Лос-Анджелесе.
Джейсон был озвучивающим актёром в анимационно-комедийном сериале «Шоу Кливленда» (2009—2013). Он озвучил Холта Рихтера, соседа-хипстера, подражающего Кливленду, и Терри Кимпла, школьного приятеля Кливленда по тусовкам, который сейчас работает с Кливлендом в кабельной компании. После того, как Джейсон был зачислен в качестве постоянного гостя в первом сезоне, его повысили до регулярного участия в сериале, начиная со второго сезона.

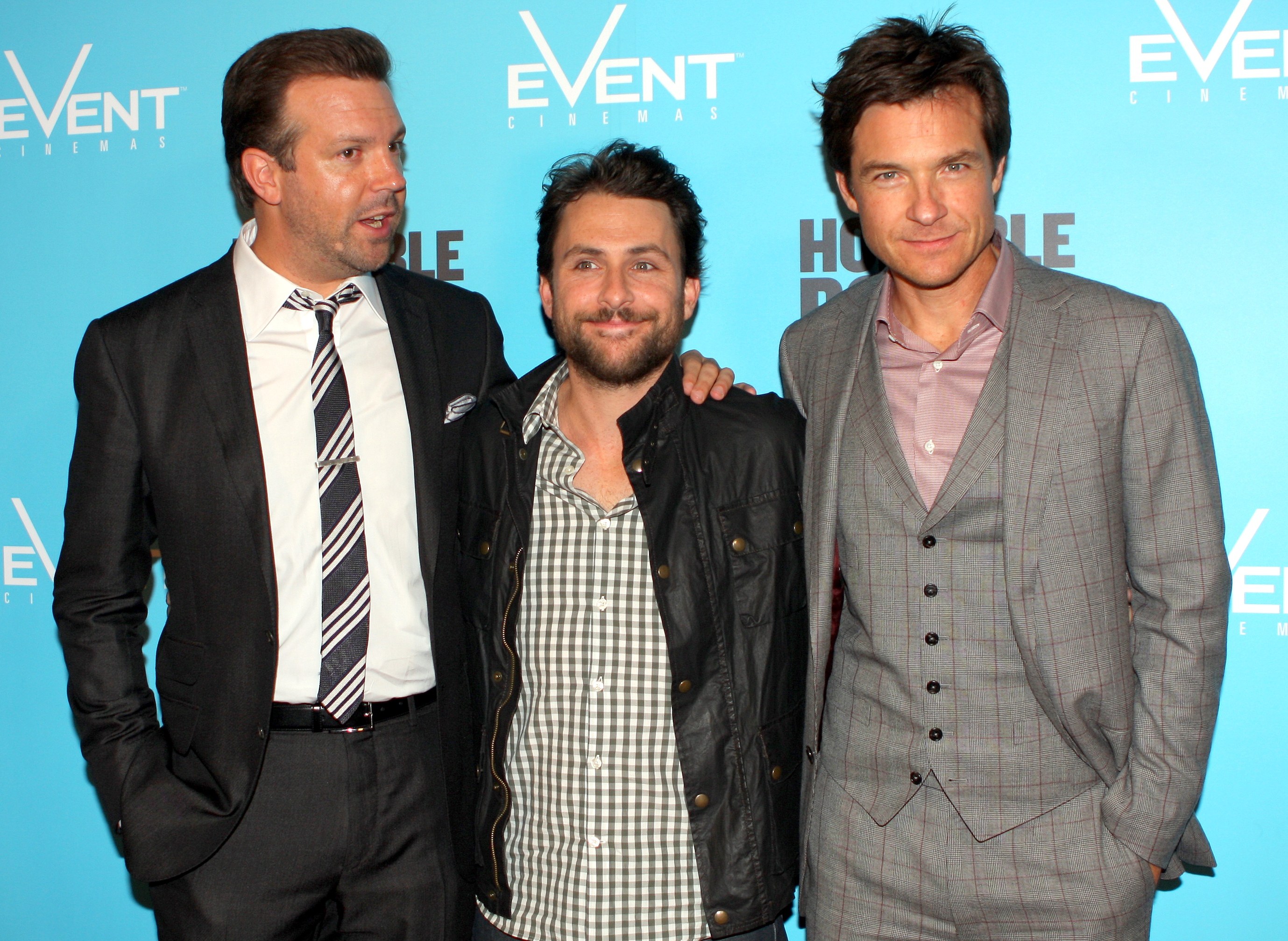
Джейсон Судейкис с Чарли Дэем и Джейсоном Бейтманом на премьере фильма «Несносные боссы» 2011 года.

#### Прорыв в кино
В мае 2010 года Джейсон присоединился к актёрскому составу комедийного фильма Сета Гордона «Несносные боссы» (2011). Он работал с Дэем, когда тот сыграл роль Шмитти в сериале «В Филадельфии всегда солнечно», и повторил эту роль в финале 7-го сезона этого шоу. Джейсон сыграл свою первую главную роль в кино в комедии братьев Фаррелли «Безбрачная неделя» (2011).
Он принимал премию MTV Movie Awards 2011 5 июня 2011 года в амфитеатре Гибсона в Лос-Анджелесе.
Джейсон стал голосом для серии рекламных роликов Applebee's, которые начали выходить в 2012 году. Джейсон появился в шести эпизодах сериала «На дне» (2012—2013). Он снялся в роли Дэвида Кларка, наркоторговца, в фильме «Мы - Миллеры» (2013) вместе с Дженнифер Энистон, Эммой Робертс и Уиллом Поултером. Он повторил свою роль Курта Бакмана в фильме «Несносные боссы 2» (2014).

#### 2015-настоящее время
Джейсон снялся в роли Джейка в романтическо-комедийном фильме «Любовь без обязательств» (2015). Он снялся вместе с Ребеккой Холл в романтическо-драматическом фильме «Бессмертные» (2015).
Джейсон озвучивает персонажа Рэда в анимационно-комедийном фильме «Angry Birds в кино» (2016), основанном на одноимённой серии видеоигр. Он снялся вместе с Энн Хэтэуэй в фильме «Моя девушка - монстр» (2016). Он снялся в фильме «Зачинщики» (2016). Он сыграл Ларри Снайдера в фильме «Сила воли» (2016), Генри в «Книга любви» (2016) и Брэдли в «Несносные леди» (2016).
С ноября по декабрь 2016 года Джейсон играл главную роль Джона Китинга в бродвейской постановке «Общества мёртвых поэтов» компании Classic Stage Company.
В 2017 году Джейсон выступил исполнительным продюсером комедийного сериала «Детройтцы» и снялся в двух эпизодах.
Джейсон снялся в фильме «Кодахром» (2017) вместе с Эдом Харрисом и Элизабет Олсен. Он появился в роли Гленна в фильме «Право на измену» (2017) и Дэйва Джонсона в фильме «Короче» (2017).
Джейсон снялся в качестве второстепенной роли / ссылки в шоу Деррена Брауна «Деррен Браун: Секрет» и «Деррен Браун Андеграунд», где он выступал на экране во время титров, и его имя использовалось в качестве ссылки во время шоу в 2017 и 2018 годах.
Джейсон снялся в триллере «Тачка на миллион». Джейсон озвучивает персонажа Джастина Пина в анимационном боевике «Друзья нового поколения». Он снова сыграл Рэда в анимационной комедии 2019 года «Angry Birds 2 в кино».
В 2019 году Джейсон появился в сериале «Мандалорец» в роли мотоциклиста-спидера.
Джейсон изобразил Теда Лассо, незадачливого тренера по американскому футболу, которого привезли в Англию тренировать «A.F.C. Ричмонд» в рамках двух рекламных роликов для NBC Sports в 2013 и 2014 годах. В конце 2019 года Джейсон стал соавтором сценария и снялся в сериале «Тед Лассо» о тренере по американскому футболу, которого нанимают тренировать английский футбольный клуб AFC Richmond (вымышленный футбольный клуб). Сериал был выпущен в августе 2020 года и получил положительный приём. Это принесло ему премию «Золотой глобус» и премию Гильдии киноактёров. На 73-й прайм-тайм премии «Эмми» он был номинирован на премию «Выдающийся комедийный сериал» и получил награду «Выдающийся исполнитель главной роли в комедийном сериале», а также был номинирован за выдающийся сценарий к комедийному сериалу". В 2021 году он попал в Time 100 (ежегодный список 100 самых влиятельных людей в мире по версии Time) и список 50 самых влиятельных людей Bloomberg.

## Благотворительная деятельность
Джейсон играл за баскетбольные команды на матчах всех звёзд НБА 2011 и 2016 годов. Он и другие знаменитости Канзас-Сити принимали гостей Big Slick в течение 10 лет. Мероприятие собирает деньги для онкологического центра при Детской больнице милосердия. На данный момент мероприятие собрало на это дело более 6 миллионов долларов.
Он был ведущим благотворительного концерта Thundergong! в театре Uptown Theater в Канзас-Сити, штат Миссури, 3 ноября 2018 года, для благотворительного фонда Steps of Faith, который помогает изготавливать протезы ног и рук.

## Личная жизнь

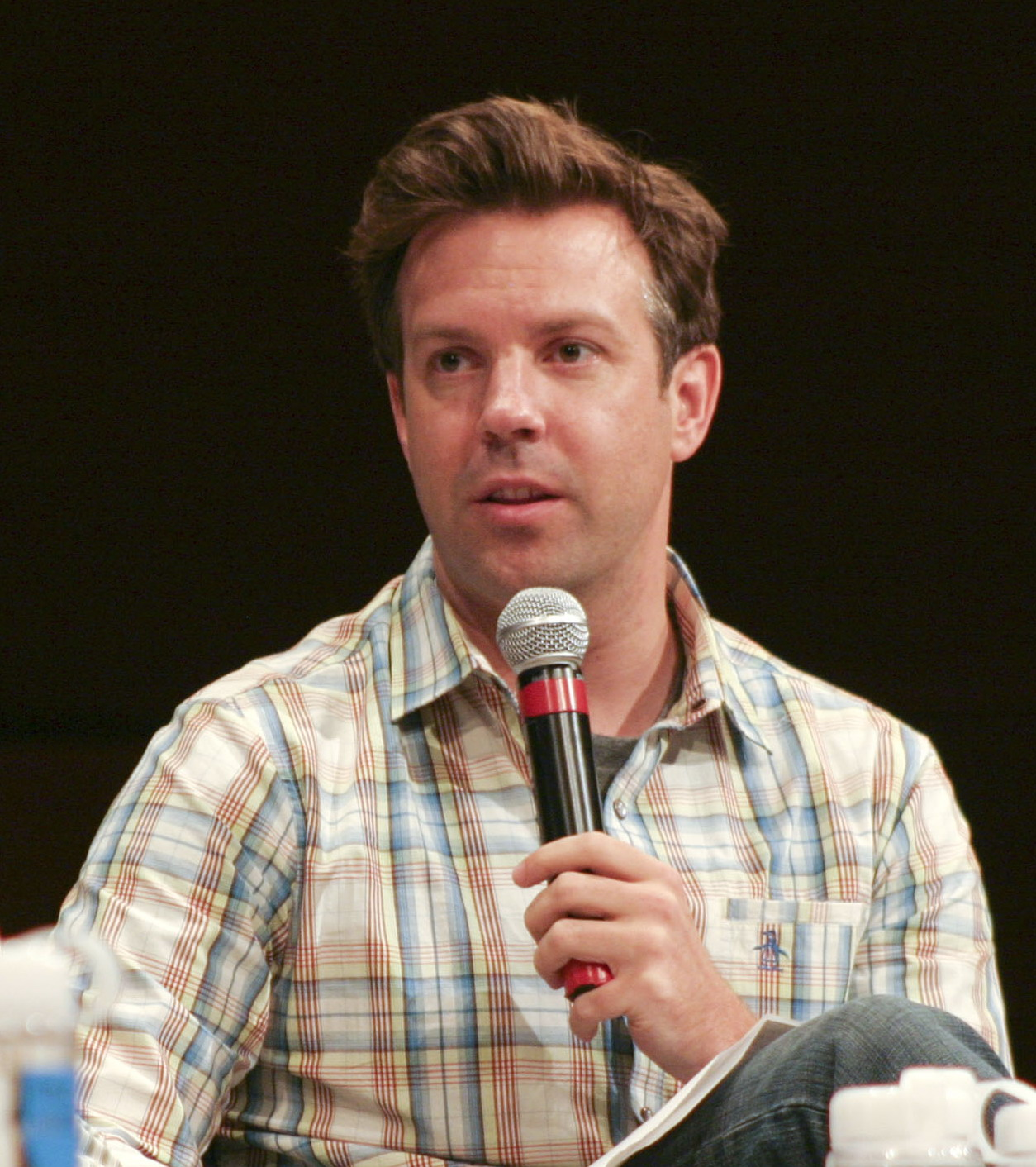
Джейсон Судейкис на New York Television Festival, 17 октября 2009, 17 октября 2009

В июне 2004 года Джейсон женился на американской сценаристке Кей Кэннон после пяти лет совместной жизни. Эти двое вместе снимались в The Second City Las Vegas. Они расстались в 2008 году и развелись в феврале 2010 года.
В 2011 году Джейсон начал встречаться с американской актрисой и режиссёром Оливией Уайлд. Пара обручилась в январе 2013 года. У них есть сын, родившийся в апреле 2014 года, и дочь, родившаяся в октябре 2016 года. Джейсон и Оливия разорвали свои отношения в ноябре 2020 года.

## Фильмография
| Год       |    | Русское название                   | Оригинальное название             | Роль               |
| --------- | -- | ---------------------------------- | --------------------------------- | ------------------ |
| 1998      | ф  | Инопланетные мстители 2            | Alien Avengers II                 | Честер             |
| 2005—2005 | с  | В Филадельфии всегда солнечно      | It’s Always Sunny in Philadelphia | Шмитти             |
| 2006—2006 | с  | 30 потрясений                      | 30 Rock                           | Флойд              |
| 2007      | ф  | Десять заповедей                   | Ten, The                          | Тони               |
| 2007      | ф  | Насмотревшись детективов           | Watching the Detectives           | Джонатан           |
| 2007      | ф  | Привет, Билл!                      | Meet Bill                         | Джим Уитмэн        |
| 2008      | ф  | Полупрофессионал                   | Semi-Pro                          | Nacho Fan          |
| 2008      | ф  | Однажды в Вегасе                   | What Happens in Vegas             | Мейсон             |
| 2008      | ф  | Голый барабанщик                   | Rocker, The                       | Дэвид Маршалл      |
| 2008      | с  | Детская больница                   | Childrens Hospital                | доктор Роберт      |
| 2009—2009 | с  | Шоу Кливленда                      | Cleveland Show, The               | Холт Ричтер        |
| 2009      | ф  | Охотник за головами                | Bounty Hunter, The                | Стюарт             |
| 2010      | ф  | На расстоянии любви                | Going the Distance                | Бокс               |
| 2011      | ф  | Безбрачная неделя                  | Hall Pass                         | Фред               |
| 2011      | ф  | Несносные боссы                    | Horrible Bosses                   | Курт Бакман        |
| 2011      | ф  | Старая добрая оргия                | A Good Old Fashioned Orgy         | Эрик               |
| 2012      | ф  | Movie 43                           | Movie 43                          | Бэтмен             |
| 2012      | ф  | Грязная кампания за честные выборы | The Campaign                      | Митч               |
| 2013      | мф | Эпик                               | Epic                              | профессор Бомба    |
| 2013      | ф  | Мы — Миллеры                       | We’re the Millers                 | Дэвид              |
| 2013      | ф  | Фобия любви                        | Relanxious                        | Джордж             |
| 2014      | ф  | Несносные боссы 2                  | Horrible Bosses 2                 | Курт Бакман        |
| 2015—2018 | с  | Последний человек на земле         | The Last Man on Earth             | Майк Миллер        |
| 2015      | ф  | Любовь без обязательств            | Sleeping With Other People        | Джейк              |
| 2015      | ф  | Бессмертие                         | Tumbledown                        | Эндрю              |
| 2016      | ф  | Несносные леди                     | Mother’s Day                      | Бредли             |
| 2016      | ф  | Моя девушка — монстр               | Colossal                          | Оскар              |
| 2016      | мф | Angry Birds в кино                 | The Angry Birds Movie             | Ред                |
| 2016      | ф  | Сила воли                          | Race                              | Ларри Снайдер      |
| 2016      | ф  | Книга любви                        | The Book of Love                  | Генри              |
| 2016      | ф  | Зачинщики                          | Masterminds                       | Майк               |
| 2016—2017 | с  | Сын Зорна                          | Son of Zorn                       | Зорн               |
| 2017      | ф  | Короче                             | Downsizing                        | Дэйв Джонсон       |
| 2017      | ф  | Разрешение                         | Permission                        | Гленн              |
| 2018      | ф  | Кодахром                           | Kodachrome                        | Мэтт Райдер        |
| 2018      | мф | Следующее поколение                | Next Gen                          | Джастин Пин / Арес |
| 2019      | ф  | Тачка на миллион                   | Driven                            | Джим Хоффман       |
| 2019      | мф | Angry Birds 2 в кино               | The Angry Birds Movie 2           | Ред                |
| 2020—2023 | с  | Тед Лассо                          | Ted Lasso                         | Тед Лассо          |
| 2021      | мс | Хит-Манки                          | Marvel's Hit-Monkey               | Брайс              |
| 2021      | ф  | До самой смерти                    | South of Heaven                   | Джимми Рэй         |
| 2023      | ф  | Рай для дурака                     | Fool's Paradise                   | Лекс Теннер        |
| 2024      | мф | Зверопоиск                         | Hitpig!                           | Свин               |
| 2027      | мф | Angry Birds 3 в кино               | The Angry Birds Movie 3           | Ред                |